# Bernard Chauvin

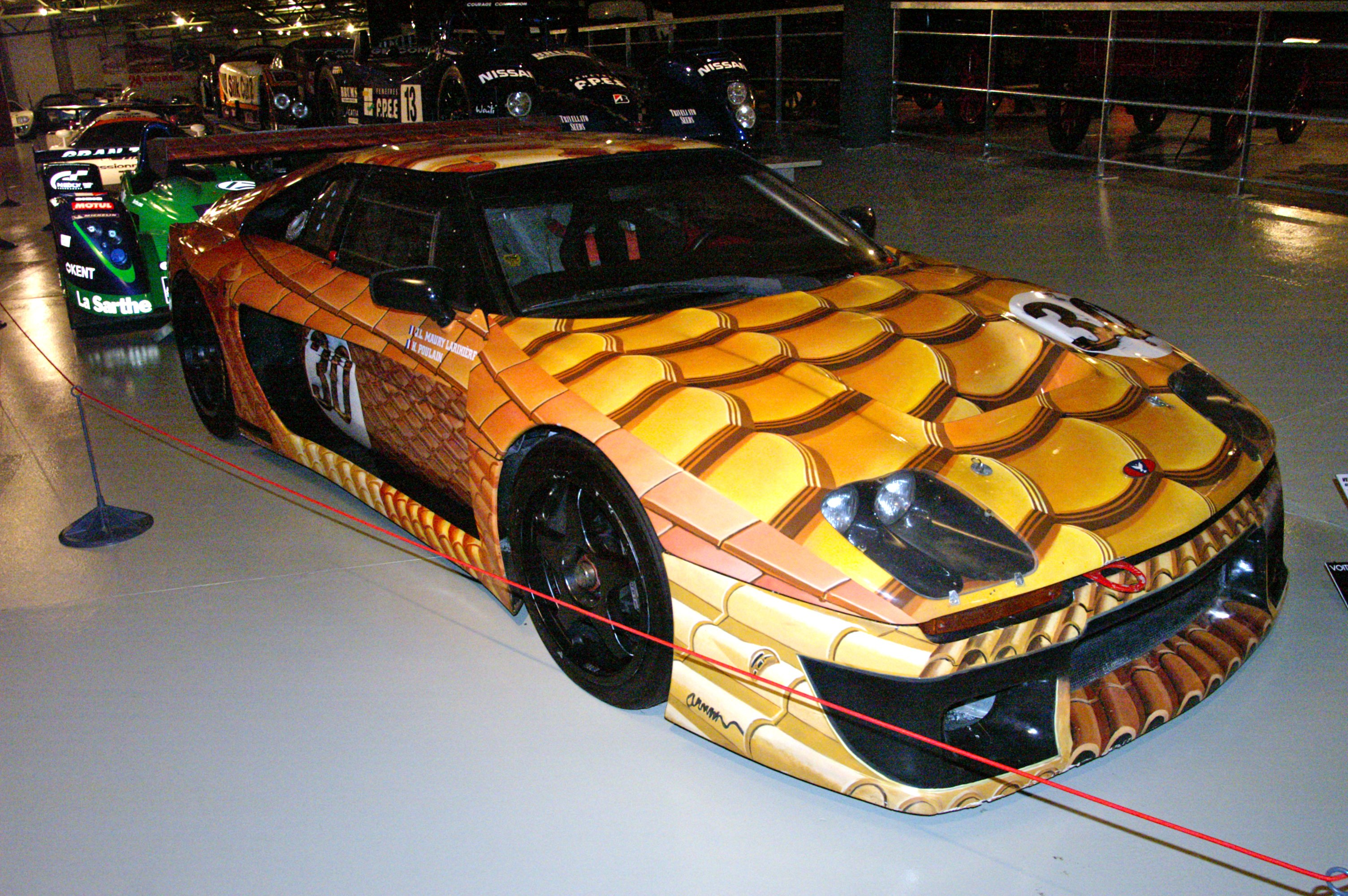
Der Venturi 600LM, den Bernard Chauvin 1994 beim 24-Stunden-Rennen von Le Mans pilotierte

Bernard Chauvin (* 17. Februar 1953 in Aubenas) ist ein ehemaliger französischer Autorennfahrer.

## Karriere im Motorsport
Bernard Chauvin war in den 1990er-Jahren einige Saisonen im GT- und Sportwagensport aktiv. Seine Einsätze hatte er vor allem beim 24-Stunden-Rennen von Le Mans und bei Sportwagenrennen in Frankreich. Dreimal ging er in Le Mans an den Start. Nur einmal konnte er das Rennen zu Ende zu fahren. 1994 fuhr er gemeinsam mit Jean-Luc Maury-Laribière und Hervé Poulain einen Venturi 600LM. Das Trio wurde mangels zurückgelegter Distanz jedoch nicht gewertet. Abseits von Le Mans war seine beste Platzierung der 22. Rang beim 4-Stunden-Rennen von Spa-Francorchamps 1997. Das Rennen zählte zur FIA-GT-Meisterschaft 1997.

## Statistik

### Le-Mans-Ergebnisse
| Jahr | Team                     | Fahrzeug          | Teamkollege              | Teamkollege     | Platzierung     | Ausfallgrund |
| ---- | ------------------------ | ----------------- | ------------------------ | --------------- | --------------- | ------------ |
| 1994 | BBA Compétition          | Venturi 600LM     | Jean-Luc Maury-Laribière | Hervé Poulain   | nicht klassiert |              |
| 1995 | BBA Compétition          | Venturi 600LM     | Emmanuel Clérico         | Laurent Lécuyer | Ausfall         | Wagenbrand   |
| 2000 | Jean-Luc Maury-Laribière | Porsche 911 GT3-R | Jean-Luc Maury-Laribière | Angelo Zadra    | Ausfall         | Unfall       |